# 007 북경특급 2
《007 북경특급 2》(중국어: 大內密探零零發, 대내밀탐령령발, 영어: Forbidden City Cop) 또는 《주성치의 007 북경특급 2》는 1996년 홍콩의 무협 코미디 영화이다. 주성치, 곡덕소(빈센트 코크)가 감독했다.

## 캐스트
- 주성치: Ling Ling-fat
- 유가령: Ling Ka-ting
- 장달명: 황제
- 구금당: Presenter of Flying Fairy

## 박스 오피스
이 영화는 홍콩에서 HK$36,051,899의 수익을 기록했다.